# Vitcos

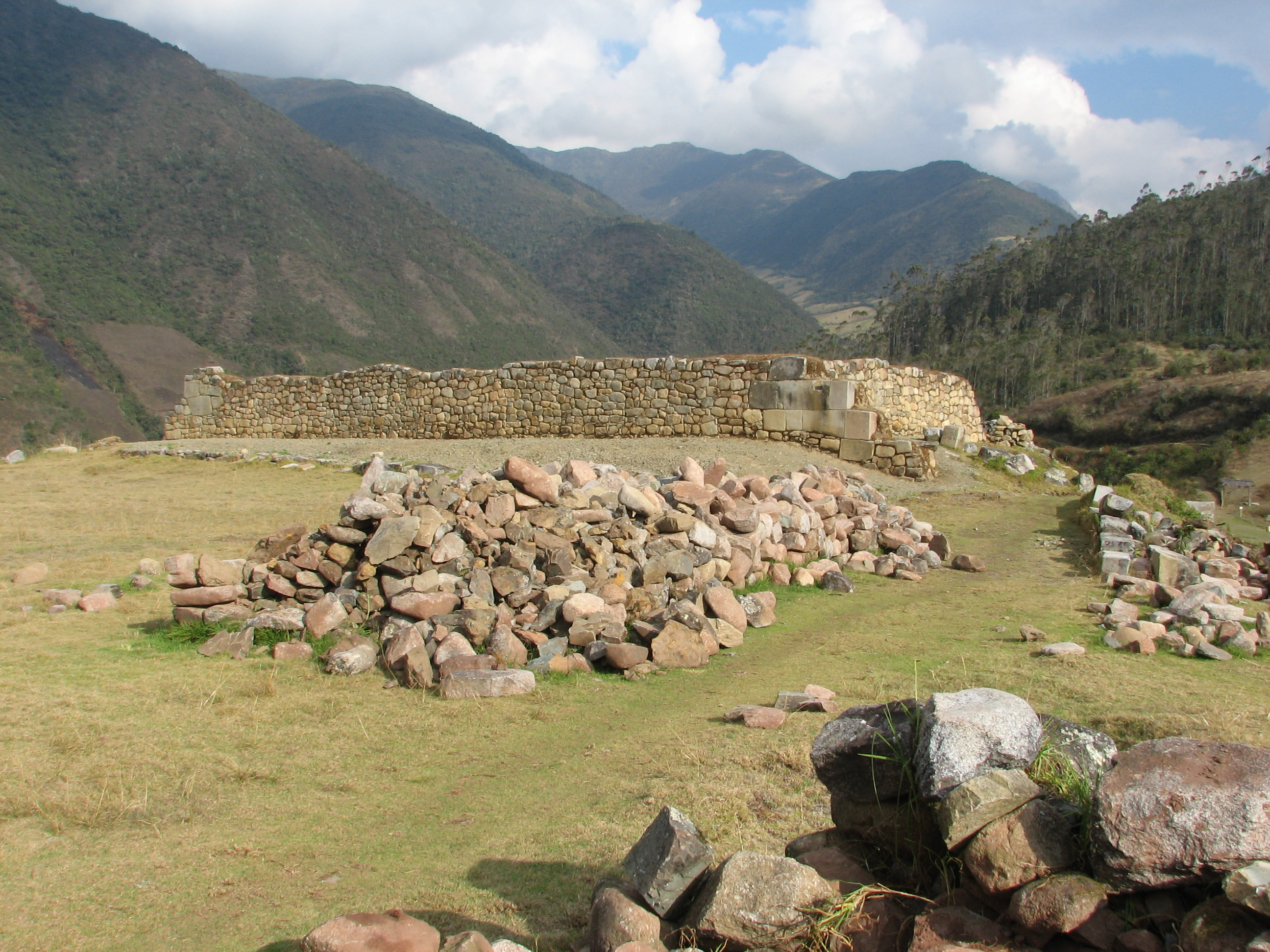
Le site archéologique de Vitcos.

Rosaspata (en quechua : Rusaspata), anciennement connu à l'époque des Incas sous le nom de Victos, est un site archéologique de la région de Cuzco au Pérou qui aurait été utilisé par le souverain en exil  Manco Inca lors de la conquête espagnole de l'empire Inca. En fait, il a peut-être été construit par Manco Inca, mais il est peu probable qu'il s'agisse d'un site préexistant.

## Histoire
Après avoir d'abord fui la ville de Cuzco, puis Ollantaytambo, Manco Inca s'installe dans une région désormais connue sous le nom de Cuzco, une région fortement boisée qui contient également les sites incas de Machu Picchu, Choquequirao, Vitcos et Vilcabamba, à présent appelés Espíritu Pampa, la capitale de l'État néo-inca. Il est théorisé que la ville de Vilcabamba, ayant un climat de jungle tropicale, par opposition au climat plus frais des Andes, était considérée comme inhospitalière par l'Inca et que la construction de Vitcos fut ordonnée afin que Manco et sa cour puissent avoir un refuge qui serait plus proche climatiquement de ce à quoi ils étaient habitués. 
Selon une autre théorie, Pachacuti, connu pour avoir construit le Machu Picchu, a également construit Vitcos en tant que palais d'été. À sa mort, ce palais est devenu une part de sa succession pour être réutilisé par Manco au cours de ses années d'exil pour les raisons liées au climat. Il existe des preuves à l'appui de l'une ou l'autre théorie, bien que la plupart des incatologues préfèrent cette dernière au motif que Vitcos est d'une construction très soignée qui aurait été improbable sous la contrainte de la conquête.   
Quelle que soit la théorie, il est notoire que Vitcos est le lieu où Manco a été assassiné par un groupe de conquistadors renégats qui tentaient de regagner les faveurs de la couronne espagnole. Malheureusement, leur plan était déficient, car en attaquant l'Inca au pouvoir dans son propre palais, ils n'avait guère d'espoir de s'échapper. La garde royale de Manco s'en est emparée et les a rapidement exécutés,.    

## Redécouverte
Lors de son expédition de 1911, Hiram Bingham III était à la recherche de la dernière capitale des Incas. À la suite de descriptions laissées par divers conquistadors, il est tombé sur un site appelé "Rosaspata" par les villageois locaux. À travers les mêmes descriptions qui l'avaient conduit là-bas, il a pu déterminer qu'il se trouvait en fait au palais de Vitcos et à l'oracle de Chuqip'allta. Après une cartographie sommaire des deux sites, il poursuivit ses recherches à la recherche de la dernière ville de l'Inca. Sachant à peu près où, par rapport à Vitcos, il pourrait trouver Vilcabamba, il a continué sur ce qu'il croyait être, et était en fait, le chemin qui le conduisait. Il a à la fois redécouvert et correctement identifié Vitcos et Vilcabamba,. 
Dans les années 1980, les travaux de Vincent Lee à Vilcabamba lui permettent de découvrir et de décrire plus de trente bâtiments et structures aménagés sur le flanc est de la colline entre Vitcos et Chuquipalta. Parmi ceux-ci figurent des kallankas (lieux de rencontre), plusieurs qollqa (magasins), un grand usnu (plateforme d'observation religieuse), ainsi que des terrasses et des sentiers aménagés.